# Bertil Roos
Bertil Roos, švedski dirkač Formule 1, *12. oktober 1943, Göteborg, Švedska, † 31. marec 2016.
Bertil Roos je pokojni švedski dirkač Formule 1. V svoji karieri je nastopil le na domači dirki za Veliko nagrado Švedske v sezoni 1974, kjer je z dirkalnikom Shadow DN3 odstopil v drugem krogu zaradi okvare menjalnika. Leta 1975 je v ZDA ustanovil svojo dirkaško šolo.

## Popolni rezultati Formule 1
(legenda) (odebeljene dirke pomenijo najboljši štartni položaj, poševne pa najhitrejši krog, †-uvrščen kljub odstopu)
| Leto | Moštvo                 | Šasija     | Motor       | 1   | 2   | 3   | 4   | 5   | 6   | 7       | 8   | 9   | 10 | 11  | 12  | 13  | 14  | 15  | Prv | Toč |
| ---- | ---------------------- | ---------- | ----------- | --- | --- | --- | --- | --- | --- | ------- | --- | --- | -- | --- | --- | --- | --- | --- | --- | --- |
| 1974 | UOP Shadow Racing Team | Shadow DN3 | Cosworth V8 | ARG | BRA | JAR | ŠPA | BEL | MON | ŠVE Ret | NIZ | FRA | VB | NEM | AVT | ITA | KAN | ZDA | -   | 0   |